# Бриллингер, Дэвид Росс
Дэвид Росс Бриллингер (David Ross Brillinger, род. 27 октября 1937, Торонто) — канадско-американский статистик, специалист по временным рядам.
Профессор Калифорнийского университета в Беркли, член Канадского королевского общества (1985) и Американской академии искусств и наук (1993), иностранный член Норвежской академии наук и литературы (2004) и Бразильской академии наук (2006).

## Биография
Окончил с отличием Торонтский университет (бакалавр чистой математики, 1959).
Степени магистра (1960) и доктора философии (1961) по математике получил в Принстонском университете, занимался докторской под началом Джона Тьюки.
В 1961—1962 годах фелло в Лондонской школе экономики и политических наук и в 1964—1969 годах преподавал там.
В 1962—1964 годах преподавал в Принстоне и одновременно работал в Bell Telephone Laboratories.
В 1967—1968 годах приглашённый ассоциированный профессор в Калифорнийском университете в Беркли, с 1969(1970?) года профессор статистики там и в 1979—1981 годах заведовал кафедрой статистики.
В 1976 году приглашённый профессор математики Оклендского университета (Новая Зеландия).
Фелло Американской ассоциации содействия развитию науки (1983).
В 1995 году президент Institute of Mathematical Statistics, а в 2001—2002 годах — Statistical Society of Canada.
Почётный доктор Университета Западного Онтарио (1999), Университета Уотерлу (2003) и Университета Макмастера (2008).
Награды и отличия
- Wald Lecturer, Institute of Mathematical Statistics (1983)
- Fisher Lecturer, Committee of Presidents of Statistical Societies (1991)
- Золотая медаль, Statistical Society of Canada (1992)
- Parzen Prize (2002)
- Neyman Lecturer, Institute of Mathematical Statistics (2005)